# Бук-Влака
Бук-Влака је насељено место у саставу града Опузена, Дубровачко-неретванска жупанија, Република Хрватска.

## Историја
До територијалне реорганизације у Хрватској налазила се у саставу старе општине Метковић.

## Становништво
На попису становништва 2011. године, Бук-Влака је имала 492 становника.
| Број становника по пописима | Број становника по пописима | Број становника по пописима | Број становника по пописима | Број становника по пописима | Број становника по пописима | Број становника по пописима | Број становника по пописима | Број становника по пописима | Број становника по пописима | Број становника по пописима | Број становника по пописима | Број становника по пописима | Број становника по пописима | Број становника по пописима | Број становника по пописима |
| --------------------------- | --------------------------- | --------------------------- | --------------------------- | --------------------------- | --------------------------- | --------------------------- | --------------------------- | --------------------------- | --------------------------- | --------------------------- | --------------------------- | --------------------------- | --------------------------- | --------------------------- | --------------------------- |
| 1857                        | 1869                        | 1880                        | 1890                        | 1900                        | 1910                        | 1921                        | 1931                        | 1948                        | 1953                        | 1961                        | 1971                        | 1981                        | 1991                        | 2001                        | 2011                        |
| 0                           | 0                           | 0                           | 0                           | 0                           | 0                           | 0                           | 0                           | 0                           | 47                          | 68                          | 493                         | 457                         | 680                         | 512                         | 492                         |

Напомена: У 1991. исказивано под именом Бук Влака. Исказује се од 1991. као самостално насеље настало издвајањем дела подручја насеља Подградина (општина Сливно) и делова насеља Опузен и Сливно Равно (општина Сливно). Исказивано као део насеља од 1953. до 1981. под именом Бук. У 1981. део података садржан у насељу Сливно Равно. У 2001. смањено издвајањем насеља Влака (општина Сливно).

### Попис1991.
На попису становништва 1991. године, насељено место Бук-Влака је имало 838 становника, следећег националног састава:
| Попис 1991.‍  | Попис 1991.‍  | Попис 1991.‍ | Попис 1991.‍ | Попис 1991.‍ |
| ------------ | ------------ | ----------- | ----------- | ----------- |
|              |              |             |             |             |
| Хрвати       | Хрвати       |             | 827         | 98,68%      |
| Срби         | Срби         |             | 9           | 1,07%       |
| Југословени  | Југословени  |             | 1           | 0,11%       |
| неопредељени | неопредељени |             | 1           | 0,11%       |
| укупно: 838  |              |             |             |             |